# Niedamowo
Niedamowo (dodatkowa nazwa w j. kaszub. Jadamòwé; niem. Niedamowo) – wieś kaszubska w Polsce, położona w województwie pomorskim, w powiecie kościerskim, w gminie Kościerzyna, na wschodnim krańcu Pojezierza Kaszubskiego. Siedziba sołectwa Niedamowo o powierzchni 1166,70 ha.
| SIMC    | Nazwa          | Rodzaj    |
| ------- | -------------- | --------- |
| 0164546 | Kowalki        | część wsi |
| 0164552 | Nowe Niedamowo | część wsi |
| 0164569 | Piekło         | część wsi |
| 0164575 | Smolniki       | część wsi |

W latach 1975–1998 wieś administracyjnie należała do województwa gdańskiego.
30 czerwca 2014 sołectwo zamieszkiwały łącznie 444 osoby. 
Znajduje się tu kościół parafialny św. Mikołaja z 1933 r., z wczesnobarokowym ołtarzem głównym i dwoma ołtarzami bocznymi, oraz pałac rodziny Schadow, zbudowany pod koniec XIX w., piętrowy ze skrzydłami bocznymi. W pobliżu wsi kopalnia żwiru, na południu jeziora Hutowe i Gatno. 